# Dr. Katz, Professional Therapist
A Dr. Katz, Professional Therapist egy 1995 és 2002 között vetített amerikai felnőtteknek szóló rajzfilmsorozat. A sorozat készítői Tom Snyder és Jonathan Katz, a történet pedig az utóbbi által alakított terapeuta életét mutatja be. Katz mellett a szinkronstáb része H. Jon Benjamin, Laura Silverman, Will Le Bow és Julianne Shapiro
A sorozatot az Amerikai Egyesült Államokban a Comedy Central adta le 1995. május 28. 2002. február 13. között, Magyarországon egyelőre nem került bemutatásra.

## Cselekménye
A sorozat a humorista Jonathan Katzról mintázott és általa megszólaltatott terapeutáról, Dr. Katzról szól. Dr. Katz egy rendelőt vezet szarkasztikus recepciósával, ahol betegeit kezeli, akik legtöbbször humoristák (pl. Louis C.K.) vagy éppen színészek (pl. Whoopi Goldberg). Katznak azonban nem csupán betegeivel, hanem saját gondjaival is törődnie kell: a legnagyobb ezek közül a fia, Ben, aki már egy ideje felnőtt, de nem tud mit kezdeni az életével, ezért továbbra is apjával lakik.
Katz a rendelés mellett sok időt tölt egy bárban barátjával, Stanleyvel, miközben folyamatosan udvarol a bártulajdonosnak, Julienak.

## Szereplők
| Szereplő | Szinkronhang     |
| -------- | ---------------- |
| Dr. Katz | Jonathan Katz    |
| Ben Katz | H. Jon Benjamin  |
| Laura    | Laura Silverman  |
| Stanley  | Will Le Bow      |
| Julie    | Julianne Shapiro |

## Epizódok
| Évad | Évad | Epizódok | Eredeti vetítés   | Eredeti vetítés      |
| Évad | Évad | Epizódok | Évadpremier       | Évadfinálé           |
| ---- | ---- | -------- | ----------------- | -------------------- |
|      | 1    | 6        | 1995. május 28.   | 1995. július 2.      |
|      | 2    | 32       | 1995. október 15. | 1996. május 26.      |
|      | 3    | 28       | 1996. október 6.  | 1997. március 9.     |
|      | 4    | 26       | 1997. május 9.    | 1997. szeptember 14. |
|      | 5    | 26       | 1998. június 15.  | 1998. november 23.   |
|      | 6    | 26       | 1999. június 15.  | 2002. február 13.    |

## Kulturális hatása
A sorozatot később sok más sorozat kiparodizálta, többek közt a South Park vagy a Duckman: Private Dick/Family Man is.